# أودري أميل
أودري أميّل (بالفرنسية: Audrey Amiel)‏ هي لاعبة سباعيات رغبي ‏ فرنسية، ولدت في 3 مارس 1987 في نيم في فرنسا.

## وصلات خارجية
- أودري أميّل على موقع سلسلة سباعيات الرغبي العالمية للسيدات (الإنجليزية)
- أودري أميّل على موقع اللجنة الأولمبية الدولية (الإنجليزية)
- أودري أميّل على موقع أوليمبيديا (الإنجليزية)
- أودري أميّل على موقع اللجنة الأولمبية الفرنسية (مؤرشف) (الفرنسية)